# Nadir Rüstəmli
Nadir Rəşid oğlu Rüstəmli également connu sous le nom de Nadir Rustamli, est un chanteur azéri né le 8 juillet 1999. Vainqueur de la deuxième saison de The Voice Azerbaïdjan, il représente l'Azerbaïdjan au concours international de la chanson Youthvision en 2019, obtenant une deuxième place. Quelques années plus tard, Nadir représente à nouveau son pays, cette fois-ci, au Concours Eurovision de la chanson 2022,.

## Biographie
Né le 8 juillet 1999 à Salyan, Nadir fréquente l'école secondaire n°3 de 2005 à 2016. Dans ses jeunes années, il reçoit une formation de piano à l'école de musique Gulu Asgarov dans sa ville natale. En 2021, Rüstəmli est diplômé de l'Université du tourisme et de gestion avec un diplôme en administration des affaires.
À partir de 2017, Rüstəmli participe à divers concours, dont le concours international de chanson étudiante Youthvision en 2019, où il termine deuxième parmi 21 candidats,.
En 2021, il participe à la deuxième saison de The Voice Azerbaïdjan où il rejoint l'équipe d'Eldar Qasımov. Il atteint la finale où il chantera une reprise de Running Scared, remportant l'émission avec un pourcentage de 42,6 % des télé-votes.
Le 16 février 2022, İctimai Televiziya annonce la sélection de Nadir Rüstəmli en interne pour représenter l'Azerbaïdjan au Concours Eurovision de la chanson 2022,,. Il se classe 10ème lors de la deuxième demi-finale avec 96 points, se qualifiant ainsi pour la finale. Tous les points ont alors été attribués par le jury, le vote du public n'ayant donné lieu à aucun point. Nadir Rustamli s'est présenté en 15ème position lors de la Grande Finale du concours et s'est classé 16ème avec 106 points.
En 2023, Nadir participe à la première saison de "Maska" équivalent azerbaïdjanais de l'émission "The Masked Singer". Déguisé en "flamme" ("Alov" en azéri), il interprétera plusieurs chansons sous couvert d'anonymat. Il termine en 4ème position, et sera démasqué.

### Discographie
"Fade to Black", 2022 
"Lənətli Şəhər", 2022
"İzin qalacaq", 2022
"Əbədi sevgi" (avec Sivva), 2023
"Unuduram" (avec Aslixan et Yanamary), 2023
"Bedel", 2023 (EP : "Siluet")
"Gölgelerim", 2023 (EP : "Siluet")
"Duman", 2024 